# Amazon SNS
Amazon Simple Notification Service (англ. Amazon SNS) — сервис посылки уведомлений между сетевыми компонентами Amazon Web Services и внешними компонентами. Обеспечивает массовую доставку сообщений в сложной сети.
С точки зрения сервера SNS представляет собой единую  шину, которая рассылает сообщения разнообразным устройствам и платформам, в частности таким как Kindle Fire или Baidu. Все приёмники сообщений адресованы одинаково, а форматы сообщений могут быть настроены под требования отдельных платформ. 
SNS может доставлять сообщения через SMS в более чем 200 стран мира.
SNS использует модель «издатель — подписчик» для push-доставки сообщений Подписчики получают сообщения по темам подписки. Детали подписки обычно скрыты от пользователей мобильных приложений.. Система SNS может использоваться в мобильных играх - например для рассылки бонусов; при заказах билетов - для рассылки посадочных талонов и уведомлений о задержке самолёта.  
На 2016 год фирма Amazon установила квоту $1.00 на посылку миллиона уведомлений.  Дополнительная плата взимается за запросы и выбор способа получения. .